# Georg von Hertling
Georg Friedrich Graf von Hertling (Darmstadt, 31. kolovoza 1843.  - Oberbayern, 4. siječnja 1919.) je bio bavarski političar koji je služio kao premijer Bavarske i 7. njemački kancelar od 1917. do 1918.
Bio je dosta star kada je postao kancelar pa nije mogao preuzeti vlast nad vrhovnim zapovjedništvom vojske, koju je vodio Paul von Hindenburg i Erich Ludendorff, bez obzira na to što je bio namjesnik Reichstaga i vođa Centralne stranke Njemačke. Od njega je zatraženo da da otkaz kada je pruzeo poziciju pod Kaiserom.
U civilnom životu bio je profesor filozofije. 
Osnovao je važnu njemačku katoličku zakladu Askania-Burgundia i bio je članom K.St.V Arminia u Bonnu.
Njegova prapraunuka je glumica Gila von Weitershausen.

## Vanjske poveznice
- Erinnerungen aus meinen Leben  "Recollections from my Life" Vol. I at archive.org. In German
- Erinnerungen aus meinen Leben  "Recollections from my Life" Vol. II at archive.org. In German
- Naturrecht und Socialpolitik by Georg von Hertling at Google Books